# 黃湛深
黃湛森（1977年－），香港演員及導演，2019年涉嫌在海洋公園哈囉喂劇塲表演加入反修例內容，引起觀眾即時離埸，之後有家長投訴，紙媒報導也引起港人關注，後來被海洋公園辭退。

## 早年經歷
黃湛深原名黃湛森，和已故藝人黃霑真名一樣。他訪問時透露，媽媽相信水為財，其後改森為深。於演藝學院期間，曾經和張繼聰是同班同學。

## 演藝經歷
黃湛深曾經參演電影《等候董建華發落》、《愛鬥大》、《愛出貓》等，又曾經參演《夜谷賓館營業中》舞台劇，並曾經主理海洋公園哈囉喂節目《地獄巨星賀台慶》達12年，直到於2019年被藝人馬蹄露狙擊而實行工作機會為止。

## 事件

### 被馬蹄露狙擊至失去工作機會
2019年10月，海洋公園舉行萬聖節活動《地獄巨星賀台慶》，因內容涉及政治及敏感時事話題，負責節目的導演兼黃湛深最後「被辭演」。另一藝人阮民安表示，所謂敏感內容只是係取笑無綫電視，稍為社會貼地議題。馬蹄露當時在微博主動猛烈批評海洋公園及有關表演，被指是導致黃湛深「被辭演」的原因。至2020年1月，黃湛深於Facebook表示「當日你篤我灰嘅仇我遲早會報！」，馬蹄露則人身攻擊他『黃絲港獨思想』是懦夫，又指不要替他蹭熱度。

## 外部連結
- 黃湛深的Instagram帳戶